# Albert von der Osten
Albert Heinrich von der Osten (* 1. März 1811 in Geiglitz, Kreis Regenwalde; † 16. September 1887 in Berlin) war ein preußischer Generalmajor.

## Leben

### Herkunft
Albert von der Osten stammte aus der uradligen Familie von der Osten. Er war der jüngste Sohn des Gutsbesitzers Lupold von der Osten (1776–1823) und dessen Ehefrau Sabine, geborene von Mellenthin (1784–1861). Die Ehe wurde geschieden und seine Mutter heiratete in zweiter Ehe Ludwig von Briesen, Landrat des Kreises Schivelbein. Sein Vater war Premierleutnant a. D., zuletzt im Infanterieregiment „von Pirch“ sowie Herr auf Geiglitz. Der Generalleutnant Louis Arthur von Briesen (1819–1896) war sein Halbbruder.

### Militärkarriere
Osten trat am 3. Oktober 1825 als Freiwilliger in das 14. Infanterie-Regiment der Preußischen Armee ein und avancierte bis Mitte Dezember 1832 zum Sekondeleutnant. Am 1. Oktober 1837 wurde er Adjutant des I. Bataillons und am 1. April 1845 Regimentsadjutant. In dieser Stellung Mitte November 1846 zum Premierleutnant befördert, nahm er 1848 während der Niederschlagung der Unruhen in der Provinz Posen am Gefecht bei Trzemeszno teil. 1849/50 war Osten als Kompanieführer zum 2. kombinierten Reserve-Bataillon kommandiert. Am 12. November 1850 wurde er Hauptmann und Kompaniechef in seinem Stammregiment. Unter Beförderung zum Major erfolgte am 8. Juni 1857 seine Versetzung als Kommandeur des I. Bataillons im 9. Landwehr-Regiment Stargard. Am 8. Mai 1860 wurde er als Bataillonsführer in das 9. kombinierte Infanterie-Regiment kommandiert, aus dem sich Anfang Juli 1860 das 6. Pommersche Infanterie-Regiment Nr. 49 formierte. Osten wurde zum Bataillonskommandeur ernannt und am 18. Oktober 1861 anlässlich der Krönungsfeierlichkeiten von König Wilhelm I. zum Oberstleutnant befördert. Daran schloss sich am 22. Januar 1864 seine Ernennung zum Kommandeur des 8. Westfälischen Infanterie-Regiments Nr. 57 sowie am 25. Juni 1864 die Beförderung zum Oberst an.
Während des Deutschen Krieges führte Osten sein Regiment 1866 bei der Elbarmee in den Schlachten von Münchengrätz sowie Königgrätz. Für sein Wirken zeichnete man ihn nach dem Friedensschluss mit dem Kronen-Orden III. Klasse mit Schwertern aus. Am 25. September 1867 wurde er zum Kommandeur der 36. Infanterie-Brigade ernannt und am 22. März 1868 zum Generalmajor befördert, bevor man ihn am 8. Mai 1869 unter Verleihung des Roten Adlerordens II. Klasse mit Eichenlaub mit der gesetzlichen Pension zur Disposition stellte.
Für die Dauer der Mobilmachung anlässlich des Krieges gegen Frankreich wurde Osten ab 18. Juli 1870 als stellvertretender Kommandeur der 36. Infanterie-Brigade wiederverwendet. Am 24. Juni 1871 wurde seine aktive Verwendung wieder aufgehoben und er wurde am 29. August 1871 mit dem Kronen-Orden II. Klasse mit Schwertern ausgezeichnet.
Er starb unverheiratet am 16. September 1887 in Berlin und wurde am 19. September 1887 auf dem Friedhof in der Hasenheide beigesetzt.
Sein Regimentskommandeur schrieb 1847 in seiner Beurteilung: „Ein ehrenwerter Charakter, geordnete Lebensverhältnisse, eine anständige Haltung und ein gutes militärisches Äußere, ausreichende wissenschaftliche Bildung, Geschäftskenntnis, Diensteifer, Zuverlässigkeit, Umsicht, große Ruhe und Besonnenheit zeichnen diesen Offizier vorteilhaft aus und lassen ihn einer extraordinären Beförderung würdig erscheinen, da er auch im praktischen Dienst sich ebenso tüchtig und brauchbar bewährt wie als Regimentsadjutant.“